# Leninisme

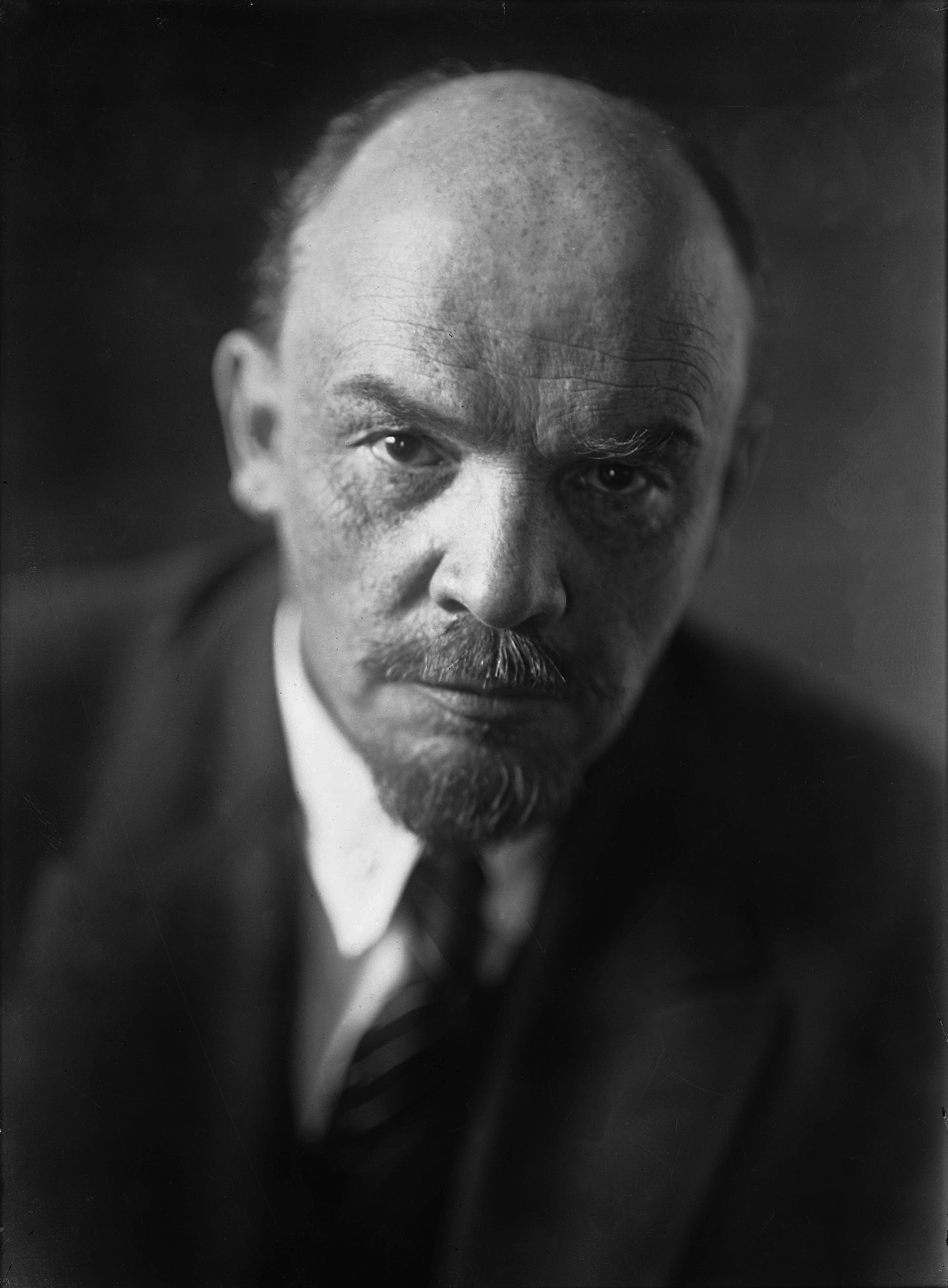
Vladimir Lenin, wiens beleid en politiek de bolsjewistische voorhoedepartij in staat stelden de Oktoberrevolutie in Rusland in 1917 te realiseren

Het leninisme is een stroming binnen het marxisme. Het is een socialistische stroming die als belangrijkste denker de Russische revolutionaire leider, en latere bolsjewistische premier van de Sovjet-Unie, Lenin kende.
Het belangrijkste verschil tussen het orthodoxe marxisme en het leninisme is dat het eerste uitgaat van de revolutionaire kracht van een georganiseerde arbeidersklasse, terwijl het leninisme ervan uitgaat dat de arbeiders veel sneller tot een revolutie kunnen komen met de leiding van een voorhoedepartij, ook wel avant-garde genoemd. Zonder deze leiding zou de arbeidersklasse nog eeuwenlang een slepende strijd moeten voeren en leren van haar fouten, voor zij beseft hoe zij op de juiste manier het socialisme kan bereiken. De vele slachtoffers die daarbij nog zouden vallen konden volgens de leninisten vermeden worden door de leidinggevende rol van de voorhoedepartij.
Het tweede belangrijke punt van het leninisme is de stelling dat een burgerlijke revolutie onmiddellijk kan omslaan naar een socialistische revolutie. Volgens het orthodoxe marxisme zou die socialistische of proletarische revolutie pas plaatsvinden, conform het dialectisch principe, als het kapitalisme volledig ontwikkeld was en op de rand van de afgrond stond. Volgens het leninisme is het ook mogelijk dat de revolutie plaatsvindt in een land waar het kapitalisme niet volledig ontwikkeld is, maar waar de kapitalistenklasse zeer zwak staat terwijl de arbeidersklasse integendeel zeer sterk staat en goed georganiseerd en klassenbewust is.
De voorhoedepartij moest bestaan uit zo veel mogelijk "geavanceerde arbeiders" (arbeiders die klassenbewust en zeer strijdbaar waren) aangevuld met professionele revolutionairen (intellectuelen), die voltijds bezig zijn met het organiseren en klassenbewust maken van arbeiders, en die na de revolutie de dictatuur van het proletariaat uitvoeren dat wil zeggen de maatschappelijke verhouding van arbeidersklasse en heersende klasse omdraaien - met de steun van het proletariaat. De eerste voorhoedepartij (in Rusland althans) was de Russische Sociaaldemocratische Arbeiderspartij (RSDAP), die later uiteenviel in RSDAP (bolsjewieken) en RSDAP (mensjewieken). De bolsjewieken hebben hun partij later hernoemd tot Communistische Partij van de Sovjet-Unie.
Het leninisme, in zijn vele varianten, is sinds het begin van de twintigste eeuw de meest gebruikelijke vorm van marxisme onder communistische partijen.
In de Sovjet-Unie werden de drie elementen uit het marxisme-leninisme (marxistisch-leninistische filosofie, wetenschappelijk socialisme en politieke economie) onderwezen aan alle instituties van hoger onderwijs en in de daarbij behorende onderzoekinstituten en faculteiten. Voor het verkrijgen van de kandidatstitel Kandidat naoek was het slagen voor het examen van wetenschappelijk communisme een noodzakelijke vereiste.

## Historische achtergrond
In de 19e eeuw schreven Karl Marx en Friedrich Engels het Manifest van de Communistische Partij (1848), waarin ze opriepen tot de politieke eenwording van de Europese arbeidersklasse om een revolutie te bereiken; en stelden voor dat omdat de sociaal-economische organisatie van het communisme van een hogere vorm was dan die van het kapitalisme, een arbeidersrevolutie eerst zou plaatsvinden in de geïndustrialiseerde landen. In Duitsland was de marxistische sociaaldemocratie het politieke perspectief van de Sociaaldemocratische Partij van Duitsland, die Russische marxisten, zoals Lenin, inspireerde.
In het begin van de 20e eeuw zorgde de sociaal-economische achterstand van het keizerlijke Rusland (1721-1917) — gekenmerkt door gecombineerde en ongelijke economische ontwikkeling — voor een snelle en intensieve industrialisatie, die een verenigd arbeidersklasse proletariaat opleverde in een overwegend agrarische samenleving. Bovendien, omdat de industrialisatie voornamelijk werd gefinancierd met buitenlands kapitaal, had het keizerlijke Rusland geen revolutionaire bourgeoisie met politieke en economische invloed op de arbeiders en de boeren, zoals het geval was geweest in de Franse Revolutie (1789-1799) in de 18e eeuw. Hoewel de politieke economie van Rusland agrarisch en semi-feodaal was, viel de taak van de democratische revolutie toe aan de stedelijke, industriële arbeidersklasse als de enige sociale klasse die in staat was landhervorming en democratisering door te voeren, met het oog op het feit dat de Russische bourgeoisie elke revolutie zou onderdrukken.
In de Aprilstellingen (1917), de politieke strategie van de Oktoberrevolutie (7-8 november 1917), stelde Lenin voor dat de Russische revolutie geen geïsoleerde nationale gebeurtenis was, maar een fundamenteel internationale gebeurtenis: de eerste socialistische revolutie ter wereld. Lenins praktische toepassing van het marxisme en de proletarische revolutie op de sociale, politieke en economische omstandigheden van het agrarische Rusland motiveerde en zette het "revolutionaire nationalisme van de armen" aan om de absolute monarchie van de driehonderdjarige dynastie van het Huis Romanov (1613-1917) af te zetten, als tsaren van Rusland.

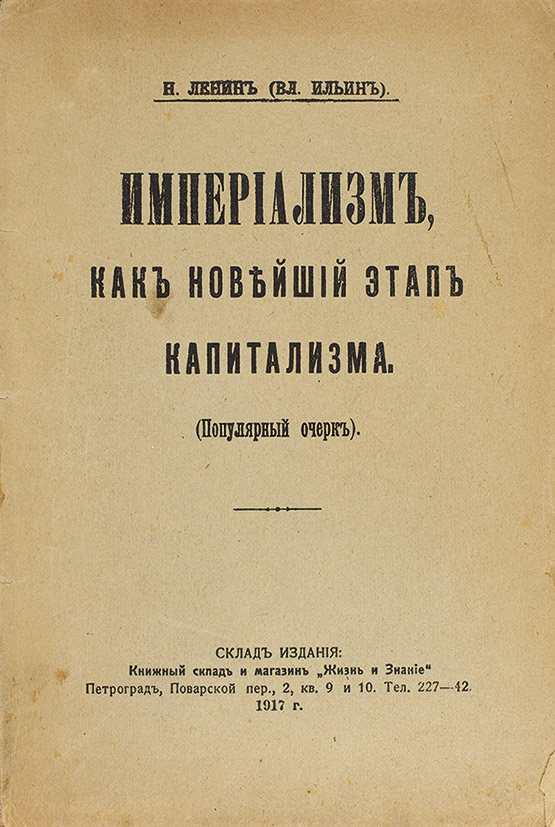
Eerste editie Russische omslag van Lenins boek Het imperialisme als hoogste stadium van het kapitalisme uit 1917

### Imperialisme
In Het imperialisme als hoogste stadium van het kapitalisme (1916) gaven Lenins economische analyses aan dat het kapitalisme zou transformeren in een mondiaal financieel systeem, waarbij geïndustrialiseerde landen financieel kapitaal naar hun koloniën exporteerden en zo de uitbuiting van de arbeid van de inheemse bevolking en de uitbuiting van de natuurlijke hulpbronnen van hun landen realiseerden. Dergelijke superexploitatie stelt rijke landen in staat een binnenlandse arbeidersaristocratie te behouden met een iets hogere levensstandaard dan de meeste arbeiders, wat zorgt voor vreedzame arbeids-kapitaalverhoudingen in het kapitalistische thuisland. Daarom kon er in kapitalistische landen geen proletarische revolutie van arbeiders en boeren plaatsvinden zolang het imperialistische mondiale financiële systeem op zijn plaats bleef. De eerste proletarische revolutie zou moeten plaatsvinden in een onderontwikkeld land, zoals het keizerlijke Rusland, het politiek zwakste land in het kapitalistische mondiale financiële systeem in het begin van de 20e eeuw. In de Slogan van de Verenigde Staten van Europa (1915) schreef Lenin:
Arbeiders van de wereld, verenigt u! — Ongelijke economische en politieke ontwikkeling is een absolute wet van het kapitalisme. Daarom is de overwinning van het socialisme mogelijk, eerst in verschillende, of zelfs in één kapitalistisch land afzonderlijk genomen. Het overwinnende proletariaat van dat land, na de kapitalisten te hebben onteigend en zijn eigen socialistische productie te hebben georganiseerd, zou zich verzetten tegen de rest van de wereld, de kapitalistische wereld.

— Collected Works, vol. 18, p. 232
In De linkse stroming, een kinderziekte van het communisme (1920) schreef Lenin:
De machtigere vijand kan alleen overwonnen worden door de grootste inspanning te leveren, en door het meest grondige, zorgvuldige, attente, bekwame en verplichte gebruik van elke, zelfs de kleinste, kloof tussen de vijanden, elk belangenconflict tussen de bourgeoisie van de verschillende landen en tussen de verschillende groepen of typen bourgeoisie binnen de verschillende landen, en ook door gebruik te maken van elke, zelfs de kleinste, kans om een massabondgenoot te winnen, zelfs als deze bondgenoot tijdelijk, wankelmoedig, onstabiel, onbetrouwbaar en voorwaardelijk is. Degenen die dit niet begrijpen, tonen een onvermogen om zelfs het kleinste greintje marxisme, van het moderne wetenschappelijke socialisme in het algemeen, te begrijpen. Degenen die in de praktijk, gedurende een vrij aanzienlijke periode en in vrij uiteenlopende politieke situaties, niet hebben bewezen dat ze deze waarheid in de praktijk kunnen toepassen, hebben nog niet geleerd om de revolutionaire klasse te helpen in haar strijd om de hele werkende mensheid te bevrijden van de uitbuiters. En dit geldt evenzeer voor de periode vóór en nadat het proletariaat de politieke macht heeft gewonnen.

—  Collected Works, vol. 31, p. 23
extreemlinks · radicaal-links · links · centrum · rechts · radicaal-rechts · extreemrechts 

confessionalisme · christendemocratie · conservatisme · neoconservatisme · paleoconservatisme · islamisme

liberalisme · klassiek liberalisme · economisch liberalisme · conservatief-liberalisme · progressief liberalisme · neoliberalisme · libertarisme · groenliberalisme · geoïsme

anarchisme · syndicalisme · feminisme · ecologisme · ecofascisme · agrarisme · progressivisme 

marxisme · communisme · trotskisme · leninisme · stalinisme · maoïsme · socialisme · sociaaldemocratie · communitarisme

populisme · fortuynisme · solidarisme · nationalisme · linksnationalisme · fascisme · nationaalsocialisme